# Hilary Marquand
Hilary Adair Marquand PC (* 24. Dezember 1901; † 6. November 1972) war ein britischer Ökonom, Hochschullehrer und Politiker der Labour Party.

## Leben
Nach dem Besuch der Cardiff High School studierte er Geschichte und Wirtschaftswissenschaften am University College Cardiff und war nach Abschluss des Studiums zwischen 1926 und 1930 als Lecturer für Ökonomie an der University of Birmingham tätig. Im Anschluss nahm er 1930 den Ruf auf eine Professur für Industrielle Beziehungen am University College Cardiff an und lehrte dort bis 1945.
Daneben leitete er 1931 und 1936 zwei Industriebefragunge im Süden von Wales und befand sich zwischen 1932 und 1933 auf einem Forschungsaufenthalt in den USA, wo er industrielle Beziehungen erforschte. Später war er von 1938 bis 1939 als Gastprofessor für Wirtschaft an der University of Wisconsin erneut in den USA, ehe er nach seiner Rückkehr zwischen 1940 und 1941 amtierender Vorsteher (Principal) des Board of Trade war. Danach war er von 1941 bis 1942 Stellvertretender Controller in der Abteilung für Wales im Arbeitsministerium sowie danach von 1943 bis 1944 Arbeitsberater im Produktionsministerium.
Marquand wurde bei den Unterhauswahlen vom 5. Juli 1945 als Kandidat der Labour Party erstmals als Abgeordneter in das House of Commons gewählt und vertrat dort zunächst bis Februar 1950 den Wahlkreis Cardiff East, ehe er nach der Unterhauswahl vom 23. Februar 1950 bis November 1961 die Interessen des Wahlkreises Middlesbrough East.
Nach dem Wahlsieg der Labour Party bei den Unterhauswahlen 1945 wurde er von Premierminister Clement Attlee zunächst zum Staatssekretär für Überseehandel ernannt, ehe er nach einer Verwendung in den Jahren 1947 bis 1948 als Generalzahlmeister (Paymaster General) zwischen 1948 und 1951 Minister für Pensionen war. Zuletzt war er 1951 für kurze Zeit Gesundheitsminister in der Regierung Attlee.
Nach seinem Ausscheiden aus der Regierung hielt er Vorträge über wirtschaftliche und industrielle Themen in Indien, Pakistan, Ceylon, der Karibik und Finnland und war daneben zwischen 1957 und 1959 Mitglied der Versammlungen des Europarates sowie der Westeuropäischen Union (WEU).
Nach seinem Ausscheiden aus dem Unterhaus wurde er 1961 Direktor des Internationalen Instituts für Arbeitsstudien in Genf und war zwischen 1965 und 1968 Stellvertretender Vorsitzender Nationalen Preis- und Einkommensbehörde (National Board for Prices and Incomes).
Sein Sohn David Marquand war ebenfalls Unterhausabgeordneter für die Labour Party, während sein jüngerer Sohn Richard Marquand als Filmregisseur unter anderem Regie bei Filmen wie Die Nadel und Die Rückkehr der Jedi-Ritter führte.

## Veröffentlichungen
- The dynamics of industrial combinations: A study of conditions in Great Britain and the United States, London 1931
- Industrial relations in the United States of America: four lectures delivered during October, 1933, and one lecture delivered in April, 1932, London 1934
- South Wales needs a plan, London 1936
- Organized labour in four continents, London 1939